# Медаль Независимости Индии
Медаль Независимости Индии (англ. Indian Independence Medal) — памятная медаль Индии. Была учреждена Доминионом Индия, а затем утверждена королём Георгом VI королевским ордером от 21 июля 1948 года. Вручалась за службу в Вооружённых силах Индии на момент обретения Индией независимости в августе 1947 года. Прикреплённый британский персонал также имел на это право. Относится к военным государственным наградам.
Медалью Независимости Индии награждались все те, кто 15 августа 1947 года состоял в Вооружённых силах Индии, включая силы туземных княжеств, присоединившихся к Индии до 1 января 1948 года. Британские военнослужащие, оставшиеся в Индии после обретения независимости и служившие в Вооружённых силах Индии до 1 января 1948 года, прошли квалификацию, хотя те, кто находился в британских подразделениях, ожидающих репатриации, квалификацию не прошли.
Форма медали круглая, диаметром 1,4 дюйма (36 мм). Она изготовлена из мельхиора. На аверсе изображено колесо «Ашока Чакра», увенчанное короной Тюдоров и окружённое надписью «GEORGIUS VI D:G: BRITT:OMN: REX: FID DEF». На реверсе изображены львы Ашоки, с надписью «INDIAN INDEPENDENCE» вверху и датой «15th AUGUST 1947» (15 августа 1947 года) внизу. Лента медали диаметром 1,25 дюйма (32 мм) состоит из трёх равных полос шафранового, белого и зелёного цветов флага Индии. Медаль носится на левой стороне груди, шафрановым цветом дальше всего от левого плеча. В большинстве случаев имя и данные получателя нанесены на край медали.
Медаль Независимости Полиции была учреждена в 1950 году для награждения всех служащих полиции Индии. Дизайн этой медали похож на дизайн Медали Независимости Индии. На аверсе изображены львы Ашоки над индийским национальным девизом «Truth Alone Prevails» на санскрите и со словами «INDIAN INDEPENDENCE» вверху и датой «26th JANUARY 1950» (26 января 1950 года) внизу. На реверсе изображено колесо «Ашока Чакра» с каймой в виде лотоса вверху и словом «POLICE» внизу. Лента этой медали красная с оранжевой центральной полосой и синей каймой.